# Affrontements d'Arauca de 2022
 (janvier 2022).
Les affrontements d'Arauca de 2022 sont survenus le 2 janvier 2022 lorsque 23 personnes ont été tuées dans des affrontements entre des groupes de guérilla d'extrême gauche dans le département d'Arauca, en Colombie,. L'Armée de libération nationale (ELN) a affronté des dissidents des Forces armées révolutionnaires de Colombie (FARC) près de la frontière avec le Venezuela.
Les FARC ont accepté un cessez-le-feu en 2016, mais environ 5 000 dissidents opèrent actuellement[Quand ?]. Il y a environ 2 500 membres actifs de l'ELN. La Colombie est le plus grand producteur mondial de cocaïne ; les deux groupes s'affrontent en raison de conflits pour le contrôle du grand trafic de drogue illégale.